# Meshes of the Afternoon
Meshes of the Afternoon (englisch für Schlingen des Nachmittags) ist ein experimenteller Kurzfilm der Regisseure Maya Deren und Alexander Hackenschmied (später bekannt als Alexander Hammid) aus dem Jahr 1943.

## Handlung
Der Schwarzweißfilm ist ohne Worte und verfügt über eine sehr knappe Handlung, deren Interpretation größtenteils dem Zuschauer überlassen bleibt. Er zeigt in surrealen und halluzinatorischen Bildern den Albtraum einer namenlosen Frau, die sich schließlich das Leben nimmt. Zu den zentralen Motiven und Symbolen des Films zählen eine Blume, ein Schlüssel, ein Brotmesser, ein Telefon, wehende Vorhänge, das Meer und eine geheimnisvolle, schwarz gekleidete Gestalt.

## Hintergrund
Das Ehepaar Deren und Hackenschmied beabsichtigte mit Meshes of the Afternoon die Darstellung psychischer Probleme (Depressionen, Schizophrenie) in Form eines avantgardistischen Experimentalfilms. Als Vorbild dienten ihnen die Werke des surrealistischen Films, allen voran Ein andalusischer Hund von Luis Buñuel.
Maya Deren, die für dieses Projekt ihren richtigen Namen Eleanora Derenkovskaya ablegte, griff beim Schreiben des Drehbuchs auf persönliche Erinnerungen und Träume zurück. Gedreht wurde Meshes of the Afternoon mit der 16-mm-Bolex-Kamera ihres Vaters, eines Psychiaters, der großen Einfluss auf ihre Arbeit hatte. Als „Studio“ diente das Haus des Ehepaars in der Kings Road in Los Angeles.
Neben Deren und Hackenschmied waren keine weiteren Personen an der Entstehung des Films beteiligt. Umstritten ist bis heute, wie groß Derens Anteil an der Produktion wirklich war. Der Regisseur Stan Brakhage, der das Paar persönlich kannte, schrieb 1991 in seinem Buch Films at Wit’s End, dass Meshes of the Afternoon hauptsächlich Hackenschmieds Werk war. Nach der Veröffentlichung wurde jedoch Deren die meiste Anerkennung zuteil. Angeblich soll ihre Ehe sehr darunter gelitten haben. Sie wurde 1947 geschieden.

## Stil und Wirkung
Das Werk bedient sich einer Vielzahl filmischer Stilmittel, die seine traumhafte Wirkung und die unwirkliche Stimmung der Handlung verdeutlichen sollen. So ist die Hauptfigur zu Beginn nur als Schatten zu sehen. Eine Hand scheint aus dem Himmel zu kommen und verschwindet im Nichts. Die unruhige Kameraführung und der schnelle Schnitt vermitteln ein Gefühl des Schwindels und der Orientierungslosigkeit.
Bemerkenswert ist auch der Einsatz von Zeitlupe (die Frau läuft die Treppe hinauf), Stop-Motion (ein Schlüssel verwandelt sich in ein Messer) und einer Split-Screen-Technik, die es der Hauptfigur ermöglicht, sich selbst gegenüberzusitzen. Darüber hinaus verfügt der Film über eine zyklische Struktur. Viele Szenen und Handlungen wiederholen sich mehrmals und erzeugen beim Zuschauer ein Déjà-vu-Erlebnis.
Der Film war ursprünglich komplett stumm. Erst 1959 wurde er mit Musik des japanischen Komponisten und Derens drittem Ehemann Teiji Ito vertont. Bei dieser neuen Version wurde der Name des zweiten Regisseurs nun mit Alexander Hamid (sic) angegeben.
Meshes of the Afternoon gilt als einer der ersten US-amerikanischen Avantgarde-Filme. Er hatte großen Einfluss auf die Entwicklung des Experimentalfilms (New American Cinema). Zu den Regisseuren, die von dem Film inspiriert wurden und ihn in ihren eigenen Arbeiten zitierten, zählen Kenneth Anger, Stan Brakhage, Jean-Luc Godard sowie David Lynch. Eines der bekanntesten Bilder des Werks, das Maya Deren am Fenster zeigt, wurde zu einer oft kopierten Ikone des unabhängigen Films. In den 1970er Jahren bezeichnete der Kritiker James Hoberman Meshes of the Afternoon als einen Kommentar zum Film noir.

## Kritik
„Maya Derens Film ist ein enigmatisches Meisterwerk durch und durch. Die innovativ gestalteten Bilder, düster und irritierend, und die fantastische Montage, die sämtliche Grenzen der Logik und des Verstandes einrennt, fügen sich zu einem brillant funktionierenden Film zusammen, der meditativ und hochgradig lyrisch wirkt. ‚Meshes of the Afternoon‘ ist mit Sicherheit eines der schönsten, herausforderndsten Stücke Film aller Zeiten, ein surreales, verstandbeugendes Gedicht.“ (Björn Last auf Filmzentrale.com)

## Auszeichnungen
- 1990 wurde Meshes of the Afternoon in das National Film Registry aufgenommen.